# Bad Mojo
Bad Mojo (в российской локализации, выпущенной 1С, Bad Mojo: Путь Таракана) — компьютерная игра в жанре головоломки, разработанная студией Pulse Entertainment и изданная в 1996 году. Игроку отводится роль энтомолога Роджера Сэммса, готовящегося сбежать из своей комнаты над заброшенным баром и жить на средства присвоенного денежного гранта на научные исследования. Но в последнюю ночь перед отлётом зачарованный медальон матери превращает Роджера в таракана. Сюжет Bad Mojo перекликается с сюжетом повести «Превращение» Франца Кафки, о чём в том числе свидетельствует и то, что имя героя игры обыгрывает имя героя повести (Грегор Замза), и имя кота (Франц). Игровой процесс представляет вид сверху на последовательно открывающихся несколько локаций, разбитых на множество небольших игровых экранов, и наполненных различными головоломками.
В 2004 году игра была переиздана издателем Got Game Entertainment под названием Bad Mojo Redux с идущим в комплекте DVD с дополнительными материалами.

## Сюжет
История игры происходит в грязном заброшенном баре, владельцем которого является Эдди Баттито. Главный герой Роджер, снимающий у Эдди комнату в этом же здании, присвоил 1 000 000 долларов исследовательской корпорации, на которую он работал, и планирует начать новую жизнь в Мехико. Однако после небольшой ссоры с домовладельцем он вспоминает о медальоне покойной матери Ангелины, который он хранит у себя в столе. Взяв его в руки, Роджер магической силой медальона превращается в таракана и оказывается в системе труб, соединённых с разными помещениями здания. Путь таракана начинается в подвале (по совместительству спальне Эдди), продолжаясь в ванной, на кухне, в баре, комнате Роджера и, в конце, в его исследовательской комнате. В облике таракана главный герой оказывается в мире, наполненном опасностями, ждущими на каждом шагу. Среди них ловушки для тараканов, крысы, уничтожитель отходов и, даже, его собственный кот Франц. На протяжении всей игры игрока направляет Оракул.
Игра показывает печальное прошлое обоих главных героев — Роджера и Эдди, рассказывая, как Роджер был в детстве оставлен на попечение жестокой монахини, о насмешках со стороны сверстников и их недоброжелательности к нему в более зрелом возрасте. Жизнь Эдди была столь же неудачная, главной трагедией стала смерть любимой жены (как выясняется, её имя тоже Ангелина) во время родов. По ходу прохождения игры главному герою необходимо погасить газ на плите для спасения маленького таракана, который поможет сломать уничтожитель отходов на кухне для открытия прохода в следующую локацию. Следствием этого является распространение газа по всему бару, угрожающее взрывом. Для спасения жизни Эдди и возвращения в своё тело Роджеру необходимо заставить сработать пожарную сигнализацию, а затем добраться до медальона, лежащего на полу рядом со своим собственным бессознательно лежащим телом. После этого Оба героя должны успеть покинуть бар до взрыва и обнаружить, что они — отец и сын, чего, очевидно, и добивалась Оракул.
У сюжета есть четыре возможных финала. Если Эдди успевает покинуть бар, а Роджер нет, Эдди заканчивает жизнь бездомным пьяницей. Если спасается только Роджер, он оказывается пойманным, не сумев сбежать из страны, и попадает в лечебницу для душевнобольных преступников по обвинению в убийстве Эдди. В случае, когда погибают оба главных героя, призрак Ангелины рассказывает об их смерти, о значении разрушения ветхого бара для обновления города и о том, что призраки всех трёх душ будут жить в том месте, где погибли их мечты. А в случае, если спасаются оба, Эдди замечает медальон с фотографией Ангелины внутри и это открывает правду об их родстве. В этом случае они воссоединяются как семья, улетая в Белиз, где Эдди покупает новый бар.

## Переиздание
| Сводный рейтинг | Сводный рейтинг |
| Агрегатор       | Оценка          |
| --------------- | --------------- |
| GameRankings    | 80,67 %         |

В 2004 году игра была переиздана под названием Bad Mojo Redux. Издателем выступила Got Game Entertainment. Обновлённая версия запускается в режиме True Color, в отличие от оригинала, требовавшего исключительно 256-цветный режим. В переизданную версию также вошёл дополнительный DVD с дополнительными материалами о создании игры, подборкой арт-материалов и другими бонусами.
В библиотеке Steam переизданная версия появилась 3 июля 2014 года, но чуть позднее, чем в GOG (22 мая 2014 года).